# Western Design
Le Western Design désigne une politique militaire menée lors de la Première Révolution anglaise un plan ambitieux qui consistait sommairement à concurrencer l'empire espagnol dans la Caraïbe.

## Les Antilles, une épine dans le pied de la Révolution
En 1649, au paroxysme de la Première Révolution anglaise, les barons du royaume s'exilent aux colonies. William Berkeley les accueille en Virginie, Thomas Modyford à la Barbade. Ces colonies sont riches, en particulier la Barbade, surpeuplée, qui compte déjà 30 000 esclaves noirs en 1650, après avoir lancé une quinzaine d'années plus tôt la culture du sucre dans les colonies britanniques. La même année, la Virginie voit sa population exploser : elle compte 15 000 habitants blancs en 1650, contre 6 000 en 1649 et 5 000 en 1641, au début de guerre civile anglaise. D'autres éminents royalistes se sont réfugiés dans de petites îles de la Manche, transformées en forteresses.
Les royalistes s'étant repliés dans les colonies, la Royal Navy devint le fer de lance de la New Model Army, qu'Oliver Cromwell souhaitait par ailleurs épurer de ses éléments les plus idéalistes. En 1650, il a réprimé, avec l'aide de Thomas Fairfax, la première des mutineries des Levellers de la New Model Army contre un projet d'invasion de l'Irlande.
Sur deux décennies, 1640 et 1650, la Royal Navy connut une forte croissance, qui représenta un coût de 80 millions de livres pour l'État britannique soit près de 4 millions de livres par an. C'est le début de gros investissements dans les chantiers navals.

## Les expéditions de 1650 et 1652 contre la Barbade et la Virginie
Le 6 mai 1650, le Conseil d’État mandate Georges Ayscue, amiral de la New Model Army, pour diriger l'expédition de la Barbade avec 2 000 hommes, qui se retrouvent en octobre 1651, lors du blocus de la Barbade, face aux 5 000 miliciens du gouverneur Francis Willoughby. La flotte anglaise encercle la Barbade
En décembre 1651, le colonel Lewis Morris pilote le débarquement d'un millier d'hommes, qui se traduit par des saccages de grandes plantations de sucre de la Barbade. Mais les colons résistent. George Monck trouve alors un compromis avec Thomas Modyford et Lord Francis Willoughby, le gouverneur royaliste de l'île, pour éviter un bain de sang. En 1652, lors d'une deuxième expédition de 1652, la New Model Army renverse le gouverneur de Virginie William Berkeley, resté fidèle au roi en exil et le remplace par Richard Bennett

## Le déroulement de l'opération de 1654
Préparé dans le plus grand secret, le Western Design était une opération à dimension religieuse car dirigée contre l'Inquisition espagnole. Il ne fut mis à l'ordre du jour du Conseil d'État qu'en juin 1654. Le Conseil décida qu'il prendrait la forme d'un "droit de représailles". Deux mois plus tard, Oliver Cromwell convoquait l'ambassadeur d'Espagne à Londres pour l'informer de ses exigences sur la liberté religieuse dans les îles.
Le Conseil d'État nomma Robert Venables et William Penn pour diriger l'entreprise. Ils sont assistés par Robert Rich, le comte de Warwick, l'un des fondateurs de la Providence Island Company. Oliver Cromwell avait parallèlement mobilisé les marins de Nouvelle-Angleterre, en donnant par exemple le 8 février 1654, une commission de course à Robert Sedgwick, pour des représailles contre des corsaires français, armés par le roi d'Angleterre en exil Charles II qui attaquaient des vaisseaux anglais. Robert Sedgwick se voit confier le commandement d’une expédition chargée d’aller prêter main-forte à William Penn et Robert Venables et sera nommé plus tard "commandant suprême" des forces militaires anglaises à la Jamaïque.
La flotte anglaise repasse par la Barbade en 1655, où elle enrôle quelque 4 000 personnes, essentiellement des Irlandais, pour attaquer Saint-Domingue puis la Jamaïque, mais la plupart de ses membres décèderont de la fièvre jaune. Le 13 avril la  flotte anglaise conduite par William Penn échoue devant Saint-Domingue, mais le 10 mai, les Anglais prennent la Jamaïque aux Espagnols.

## Conséquences du Western Design

### Peuplement de la Jamaïque
Les objectifs du Western Design en termes de repeuplement en Amérique ont échoué partiellement. Oliver Cromwell demanda aux habitants des colonies anglaise de la Caraïbe et de la Nouvelle-Angleterre d'aller peupler la Jamaïque, mais peu d'entre eux obéirent, à l'exception de l'arrivée en novembre 1656 de 1600 colons de Niévès. 
Ce ne sera qu'à la Restauration britannique que la Jamaïque connaîtra un essor, et d'abord très lent car l'île est d'abord dominée par les pirates et flibustiers. Six ans après sa conquête, en 1661, la Jamaïque, ne compte que 500 esclaves, récupérés sur des bateaux par les pirates.
À la Barbade,  le départ en 1650 d'Anthony Rowse qui avait fui l'expédition de la Barbade avec 100 planteurs et 2 000 esclaves pour fonder Fort Willoughby le long des rivières au Surinam et Pará, a causé quelques années de stagnation économie dans l'île comme le souhaitait Cromwell mais le gouverneur Thomas Modyford a d'abord réussi à garder son poste puis préservé en grande partie la puissance sucrière de l'île.

### Droit de l'esclavage
En Virginie, les magistrats apportés par le nouveau gouverneur installé en 1652 par le Western Design sont plus stricts avec les planteurs de tabac royalistes, ce qui se traduit par la Jurisprudence Elizabeth Key de 1655: le fils d'esclave est libre si seule sa mère est esclave. 
Mais dès 1660, la restauration anglaise libère les grands féodaux de la menace de la New Model Army et en 1661, le Code des esclaves de la Barbade encourage le développement de traite négrière, tandis que la loi virginienne de 1662 sur l'esclavage s'interpose contre le métissage en effaçant la Jurisprudence Elizabeth Key: une esclave ne peut plus donner naissance qu'à des esclaves.
Les Barbadais vont même exporter quelques années plus tard leurs pratiques esclavagistes, avec en 1663, la création par le roi d'Angleterre de la charte de la compagnie des aventuriers d'Afrique, pour importer des esclaves, dirigée par Thomas Modyford. La même année, de grands planteurs de la Barbade, Thomas Modyford, Colonel Benjamin Berringer et John Yeamans s'installent en Jamaïque ou explorent la Caroline du Nord. En 1664 le gouverneur  de la Barbade Francis Willoughby envoie 1 200 hommes s'emparer des possessions françaises de Sainte-Lucie.